# Schwarzenbach (Niederösterreich)
Schwarzenbach ist eine Marktgemeinde mit 932 Einwohnern (Stand 1. Jänner 2025) im Bezirk Wiener Neustadt in Niederösterreich.

## Geografie
Schwarzenbach liegt in der Buckligen Welt, im Industrieviertel Niederösterreichs, etwa 20 Kilometer südlich von Wiener Neustadt, direkt an der Landesgrenze zum Burgenland. Die Marktgemeinde erstreckt sich am Südende des Rosaliengebirges und der Ostkante der Buckligen Welt, die sich hier gegen Südosten gegen die Mittelburgenländische Bucht absenken, eine Gegend, die Landseer Berge genannt wird.
Die Fläche der Marktgemeinde umfasst 22,31 Quadratkilometer. 48,22 Prozent der Fläche sind bewaldet.

### Gemeindegliederung
Einzige Ortschaft ist Schwarzenbach. Die Gemeinde besteht aus der Katastralgemeinde Schwarzenbach.

 Schwarzenbach

Schwarzenbach (Zerstreut)
 Alm

 Eggenbuch (R)
 Essengraben (R)
 Glasgraben (ZH)
 Hackbichl (ZH)
 Hocheckgraben (R)
 Hochegg (R)
 Königsbichl (ZH)
 Oberau (R)
 Radschuleiten (ZH)
 Schölderl (ZH)
 Schön (R)
 Schulau R
 Trift (R)

### Nachbargemeinden
| Hochwolkersdorf | Mattersburg (Bez. Mattersburg, Bgld.)                                        |                                      |
|                 | Kompassrose, die auf Nachbargemeinden zeigt                                  | Sieggraben (Bez. Mattersburg, Bgld.) |
| Wiesmath        | Oberpetersdorf Katastralgemeinde von Kobersdorf (Bez. Oberpullendorf, Bgld.) |                                      |

### Hauptort der Gemeinde
Der Hauptort Schwarzenbach (Plz. 2803) mit etwa 700 Einwohnern liegt auf 383 m ü. A. im Tal des Schwarzenbachs, eines Nebenflusses der Rabnitz. Es ist ein Straßendorf mit etwa 280 Gebäuden, das sich entlang der Straße Hochwolkersdorf–Weppersdorf erstreckt (heute Teil der L 148/L 101).
Der Ort umfasst die Ortslagen (Adressen):
- Markt, der alte Ortskern
- Unterort gegen Südosten
- Föhrensiedlung als Neubaugebiet im Nordwesten
- Platz, am Fuß des Schloßbergs mit der Ruine, wurde im 18. Jahrhundert als Platzl noch als eigenständiger Ort geführt
- Neusiedlung bei der Rotte Schulau, schon weitgehend mit Schwarzenbach verwachsen

Der Naturpark Landseer Berge beginnt am Ortskern Schwarzenbachs, die südlichen Siedlungen liegen schon im ausgewiesenen Schutzgebiet.

### Schwarzenbach (Zerstreut)
Die restlichen Orte der Gemeinde, um die 150 Gebäude, werden unter dem Namen Schwarzenbach (Zerstreut) zusammengefasst. Hier leben etwa 450 Menschen auf Seehöhen um 480 m.
Die Ortschaft umfasst folgende Ansiedlungen:
- gegen Norden am Glasgrabenbach und Nebengerinnen, in die Rosalia: die Rotten Schulau (am Ortsrand), Hochegg, Hocheckgraben, Essengraben und die zerstreuten Häuser Glasgraben, Radschuhleiten und Hackbichl – letztere liegen bei der gleichnamigen Ortschaft der Gemeinde Hochwolkersdorf. Hier bilden Schwarzkogel (673 m ü. A.), Marriegel (622 m ü. A.) und Sieggrabener Kogel (650 m ü. A.) die Grenze zum Burgenland.
- gegen Osten: die Rotte Eggenbuch, die zerstreuten Häuser Königsbichl am Königsbichl (608 m ü. A.) und Schölderl – letztere schon oberhalb von Sieggraben im Burgenland – sowie die Rotte Trift oberhalb Schwarzenbachs gegen den Burgberg (ca. 545 m ü. A.)
- gegen Westen: Oberau am Horaubach von Horau (Gemeinde Wiesmath) her kommend
- gegen Südwesten in die Landseer Berge die Einöde Alm und die Rotte Schön, schon im Quellgebiet des Rainbaches, der bei Kobersdorf in den Schwarzenbach fließt.

## Geschichte

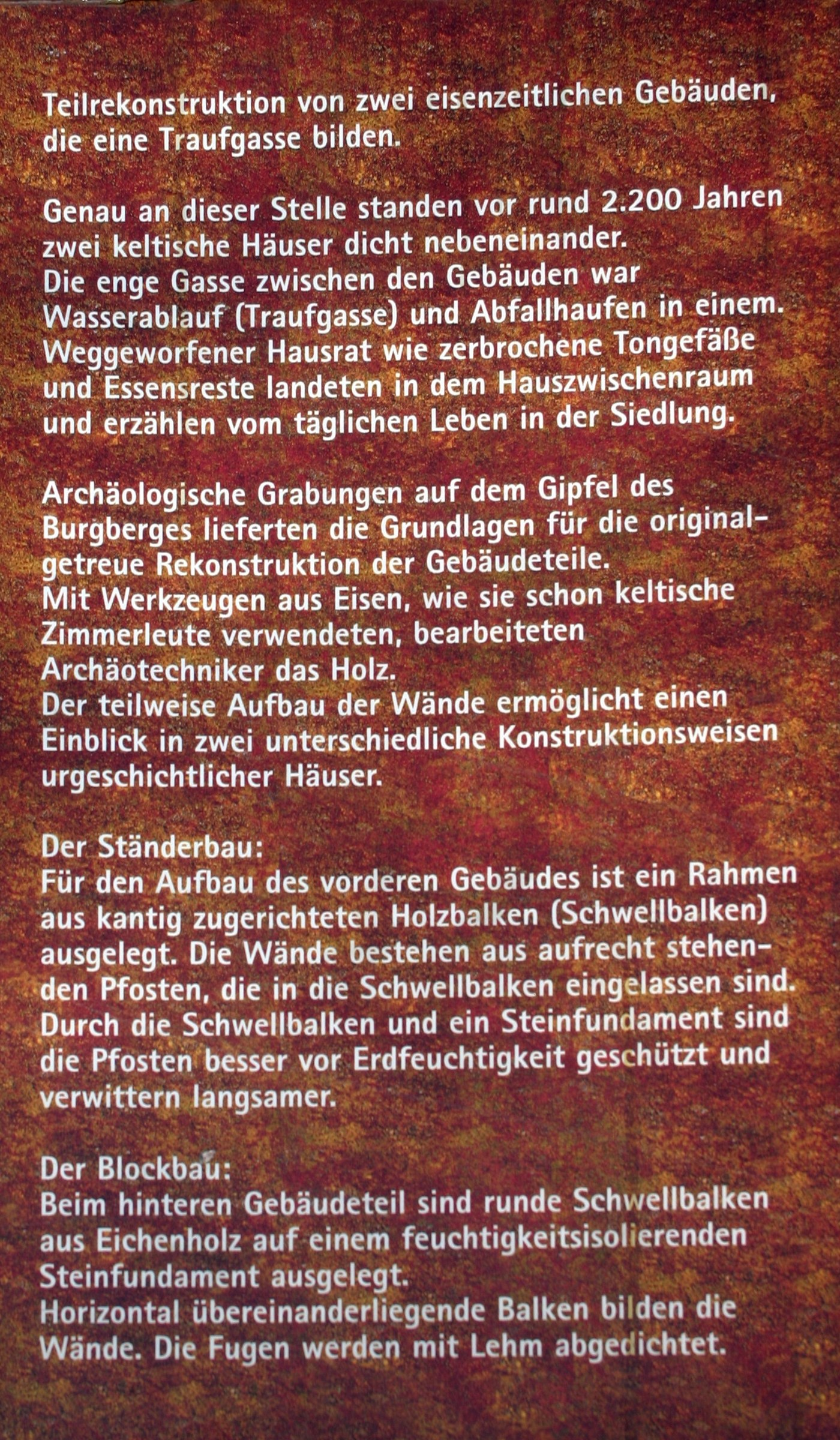
Beschreibung keltischer Häuser

### Namensherkunft
Der historische ungarische Name von Schwarzenbach lautet Feketevár, was übersetzt ‚Schwarzenburg‘ bedeutet.

### Frühgeschichte und Antike
Auf dem Gebiet der Gemeinde Schwarzenbach befindet sich die keltische Höhensiedlung Burg in Schwarzenbach des zweiten und ersten vorchristlichen Jahrhunderts, die seit 1992 archäologisch untersucht wird. Bisherige Funde und Ergebnisse deuten darauf hin, dass es sich hierbei um ein keltisches Oppidum handelt und diesem eine große Bedeutung als politischer und wirtschaftlicher Zentralort zukommt.
Im Altertum war das Gebiet Teil der römischen Provinz Pannonia.

### Mittelalter
Am Schwarzenbacher Schlossberg steht die Burg Schwarzenbach (heute Ruine). Schwarzenbach gehörte zur Grafschaft Pitten. Schwarzenbach wurde 1587 das Marktrecht verliehen, der Ort war über Jahrhunderte Grenzort zum Königreich Ungarn, bis 1921 das Burgenland zu Österreich kam.

## Bevölkerung

### Bevölkerungsentwicklung
| Schwarzenbach: Einwohnerzahlen von 1869 bis 2025    | Schwarzenbach: Einwohnerzahlen von 1869 bis 2025 | Schwarzenbach: Einwohnerzahlen von 1869 bis 2025 | Schwarzenbach: Einwohnerzahlen von 1869 bis 2025 | Schwarzenbach: Einwohnerzahlen von 1869 bis 2025 |
| --------------------------------------------------- | ------------------------------------------------ | ------------------------------------------------ | ------------------------------------------------ | ------------------------------------------------ |
| Jahr                                                |                                                  |                                                  |                                                  | Einwohner                                        |
| 1869                                                | 1869                                             |                                                  | 1.178                                            | 1.178                                            |
| 1880                                                | 1880                                             |                                                  | 1.318                                            | 1.318                                            |
| 1890                                                | 1890                                             |                                                  | 1.299                                            | 1.299                                            |
| 1900                                                | 1900                                             |                                                  | 1.312                                            | 1.312                                            |
| 1910                                                | 1910                                             |                                                  | 1.366                                            | 1.366                                            |
| 1923                                                | 1923                                             |                                                  | 1.368                                            | 1.368                                            |
| 1934                                                | 1934                                             |                                                  | 1.380                                            | 1.380                                            |
| 1939                                                | 1939                                             |                                                  | 1.272                                            | 1.272                                            |
| 1951                                                | 1951                                             |                                                  | 1.257                                            | 1.257                                            |
| 1961                                                | 1961                                             |                                                  | 1.187                                            | 1.187                                            |
| 1971                                                | 1971                                             |                                                  | 1.212                                            | 1.212                                            |
| 1981                                                | 1981                                             |                                                  | 1.226                                            | 1.226                                            |
| 1991                                                | 1991                                             |                                                  | 1.228                                            | 1.228                                            |
| 2001                                                | 2001                                             |                                                  | 1.144                                            | 1.144                                            |
| 2011                                                | 2011                                             |                                                  | 1.001                                            | 1.001                                            |
| 2021                                                | 2021                                             |                                                  | 925                                              | 925                                              |
| 2025                                                | 2025                                             |                                                  | 932                                              | 932                                              |
| Quelle(n): Statistik Austria, Gebietsstand 1.1.2021 |                                                  |                                                  |                                                  |                                                  |

### Religionen
Laut der Volkszählung im Jahr 2001 bekennen sich zur römisch-katholischen Kirche 1.100 Personen (96,2 %), zur evangelischen Kirche 15 Personen (1,3 %), zum Judentum (israelitisch) 1 Person (0,1 %) und unter „sonstiges“ werden 2 Personen (0,2 %) angeführt. Ohne Bekenntnis leben in Schwarzenbach 23 Personen (2,0 %) und von 3 Personen (0,3 %) ist die Religionszugehörigkeit unbekannt.
Auf dem Gemeindegebiet der Marktgemeinde Schwarzenbach befinden sich nur religiöse Stätten der römisch-katholischen Kirche. Diese sind unter anderem:
- römisch-katholische Pfarrkirche zu Sankt Bartholomäus
- Kapelle im Schloss Schwarzenbach (Ruine)
- Wallfahrtsort Maria Bründl am Burgberg
- Wasserkreuz
- Eggenbuch-Kapelle
- Kreuzwegstationen zu Maria Bründl
- Hubertuskapelle am Weg vom Markt zum Königsbichl und Schölderl
- Hubertuskapelle bei der sogenannten Grünen Lacke zwischen dem Greimkogel und dem Schwarzkogel
- Johannes-Nepomuk Statue
- Bildstöcke

Die nächste evangelische Pfarrkirche befindet sich in Oberpetersdorf und die nächste Synagoge ist die Kobersdorfer.

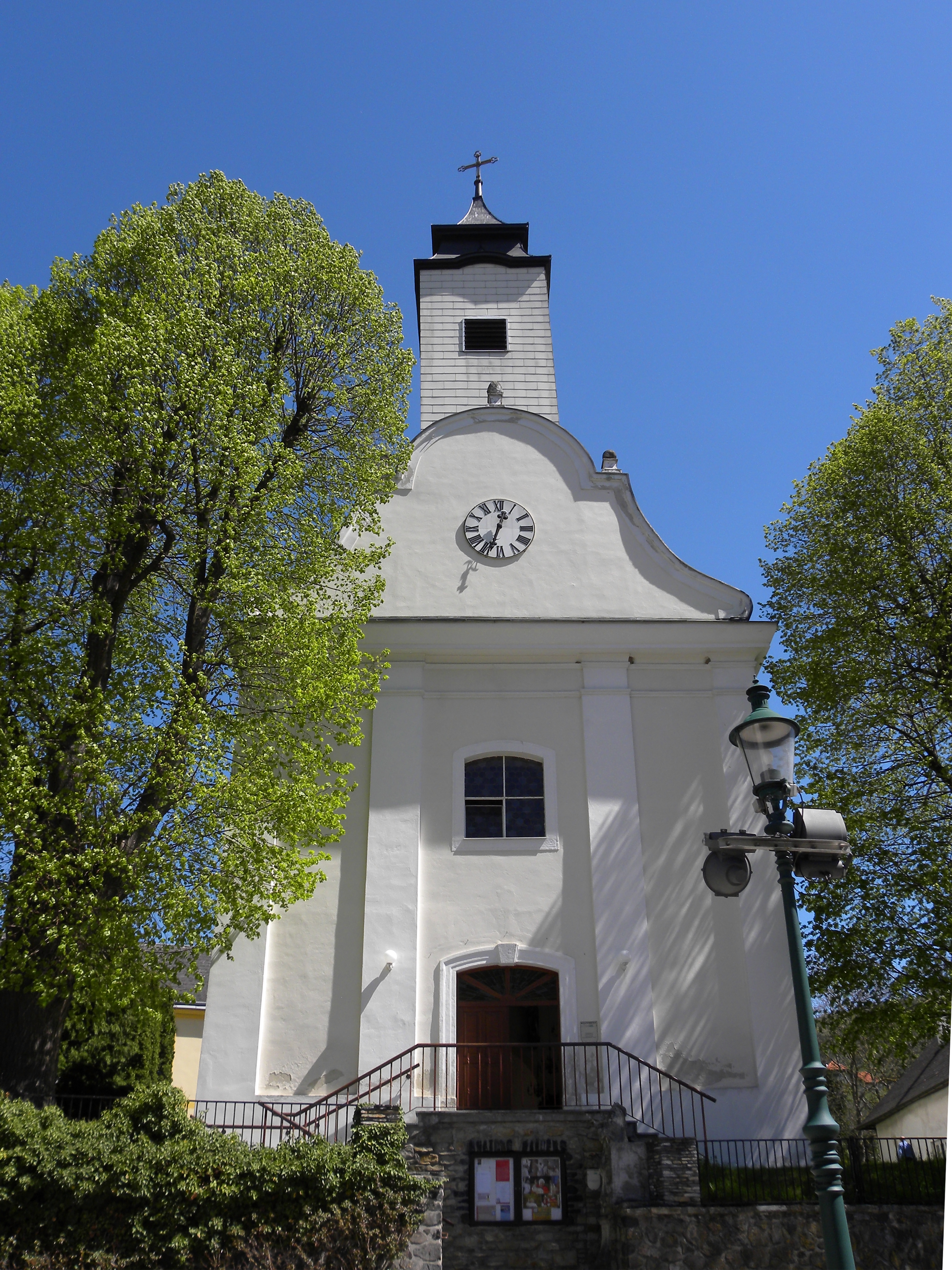
Pfarrkirche Schwarzenbach

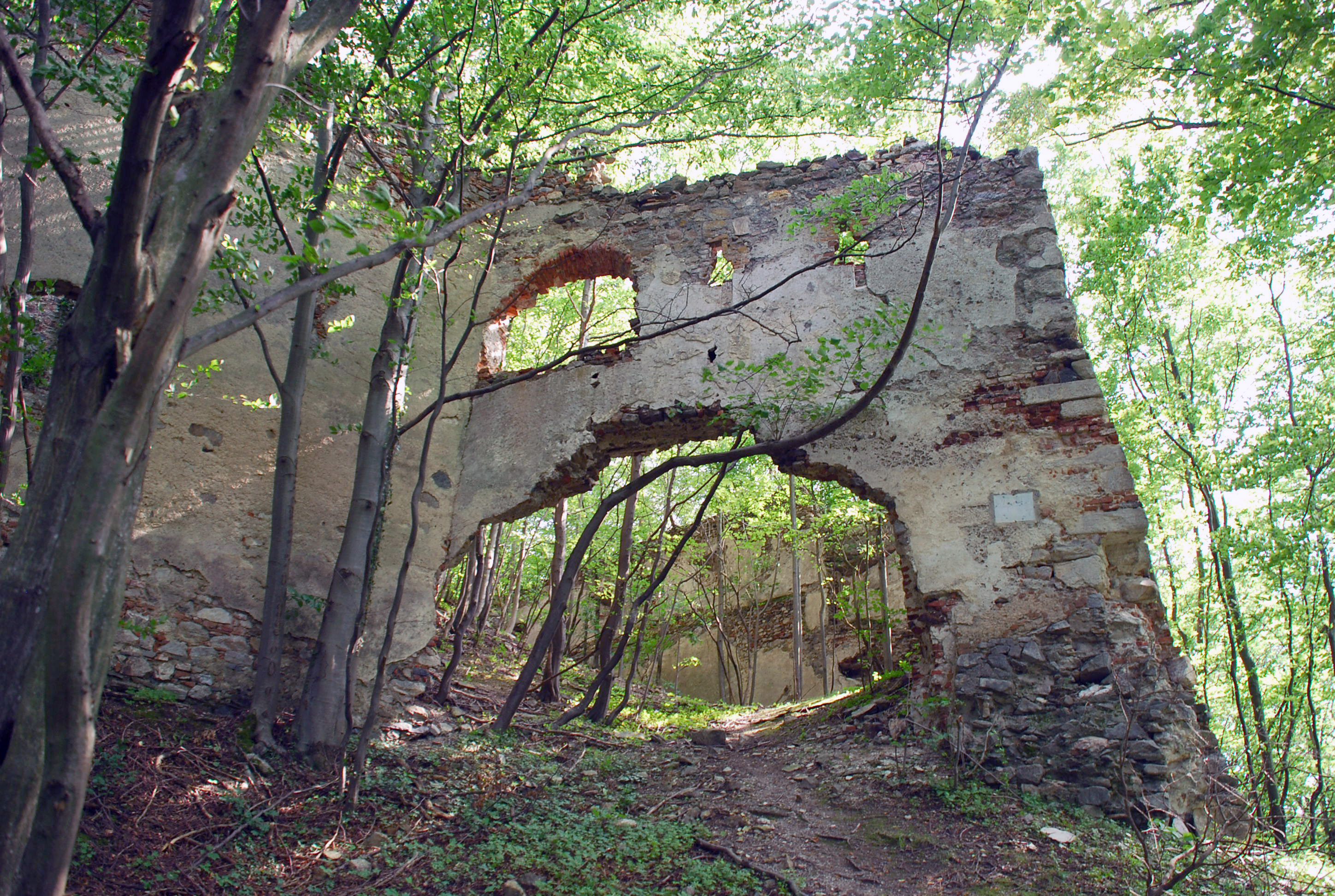
Burgruine Schwarzenbach

## Kultur und Sehenswürdigkeiten

### Bauwerke
- Ruine Schwarzenbach (ungarisch: Feketevár) am Schlossberg
- römisch-katholische Pfarrkirche zu Sankt Bartholomäus
- Wallfahrtsort Maria Bründl am Burgberg
- Wasserkreuz
- Eggenbuch-Kapelle
- Friedhof mit Aufbahrungshalle
- Museumsturm (seit 2023 Johann Giefing Aussichtsturm[2])
- Pessenlehner Mühle
- Rathaus
- Feuerwehrhaus
- mehrere Wasserhochbehälter
- Kreuzwegstationen zu Maria Bründl
- Johannes-Nepomuk Statue
- Bildstöcke

### Parks
- Park am Ortseingang
- Karl-Weber-Park
- Denkmal für die Opfer des Ersten und des Zweiten Weltkrieges
- Kinderspielplatz

### Naturdenkmäler

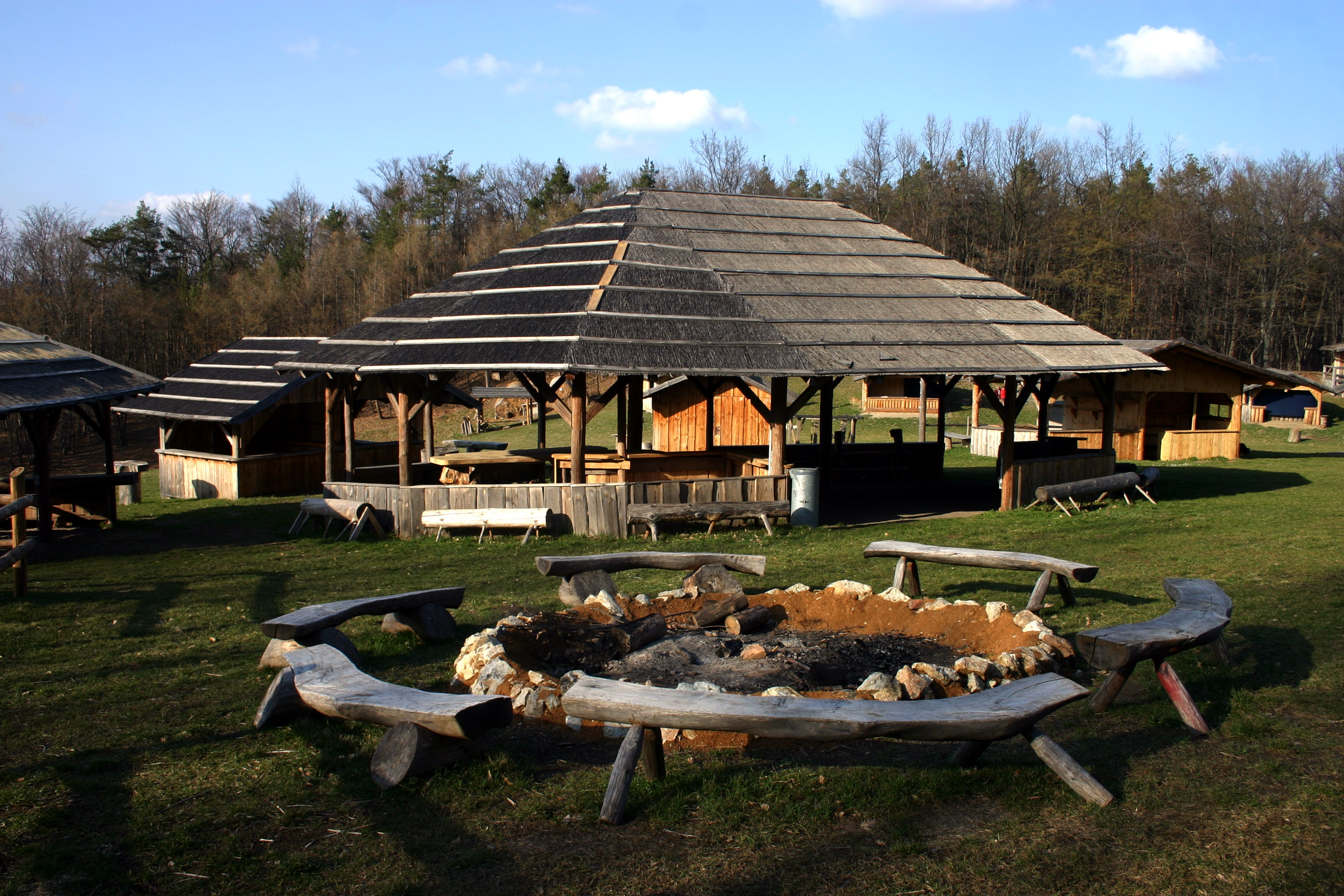
Keltisches Freiluftmuseum

- Waldlehrpfad
- Vogellehrpfad
- Mammutbaum

### Museen
- Freilichtmuseum: keltische Wallanlage Höhensiedlung Burg in Schwarzenbach am Burgberg
- Museumsturm
- Urgeschichtlicher Wanderweg
- Ausstellungen im Rathaus

### Theater und Musik
- Theaterveranstaltungen des SC Schwarzenbach
- Theatergruppe „Die Guadastn“
- Volkstanzgruppe

### Regelmäßige Veranstaltungen
- Wirtshausbühne (Kabarett & Musikveranstaltungen)
- Keltenfest
- Faschingsumzug
- Kulturtage Schwarzenbach
- Feuerwehrball
- Sportler-Gschnas
- Arbeiterblumenball
- Bauernball

### Sport
- Sportplatz
- Mountainbike-Strecken
- Wanderwege
- Reitwege
- burgenländisches Radwegenetz

## Wirtschaft und Infrastruktur
Nichtlandwirtschaftliche Arbeitsstätten gab es im Jahr 2001 33, land- und forstwirtschaftliche Betriebe nach der Erhebung 1999 104. Die Zahl der Erwerbstätigen am Wohnort betrug nach der Volkszählung 2001 463. Die Erwerbsquote lag 2001 bei 41,34 Prozent.
Die Marktgemeinde Schwarzenbach zählt zu den sogenannten Wohn-Agrargemeinden. Das heißt, der Anteil der Berufstätigen in der Land- und Forstwirtschaft verringert sich kontinuierlich, woraus sich ergibt, dass die Zahl der Auspendler ständig zunimmt. In der Marktgemeinde selbst gibt es nur wenige Arbeitsplätze. In Zukunft soll jedoch der Fremdenverkehr als Erwerbsquelle weiter forciert werden.

### Öffentliche Einrichtungen
In Schwarzenbach befindet sich eine Volksschule.

## Politik

### Gemeinderat
Der Gemeinderat hat 15 Mitglieder.
- Mit den Gemeinderatswahlen in Niederösterreich 1990 hatte der Gemeinderat folgende Verteilung: 13 SPÖ, und 6 ÖVP.
- Mit den Gemeinderatswahlen in Niederösterreich 1995 hatte der Gemeinderat folgende Verteilung: 13 SPÖ, 5 ÖVP, und 1 FPÖ.[4]
- Mit den Gemeinderatswahlen in Niederösterreich 2000 hatte der Gemeinderat folgende Verteilung: 13 SPÖ, 5 ÖVP, und 1 FPÖ.[5]
- Mit den Gemeinderatswahlen in Niederösterreich 2005 hatte der Gemeinderat folgende Verteilung: 14 SPÖ, und 5 ÖVP.[6]
- Mit den Gemeinderatswahlen in Niederösterreich 2010 hatte der Gemeinderat folgende Verteilung: 14 SPÖ, und 5 ÖVP.[7]
- Mit den Gemeinderatswahlen in Niederösterreich 2015 hatte der Gemeinderat folgende Verteilung: 14 SPÖ, und 5 ÖVP.[8]
- Mit den Gemeinderatswahlen in Niederösterreich 2020 hatte der Gemeinderat folgende Verteilung: 15 SPÖ und 4 ÖVP.[9]
- Mit den Gemeinderatswahlen in Niederösterreich 2025 hat der Gemeinderat folgende Verteilung: 10 SPÖ, 3 FPÖ und 2 ÖVP.[10]

### Bürgermeister
Bürgermeister seit 1945 waren:
- 1945–1946 Matthäus Gruber
- 1946–1950 Johann Lausch
- 1950–1960 Franz Sagmeister
- 1960–1970 Johann Graner
- 1970–1982 Franz Oberger
- 1982–1984: Karl Eisinger[12]
- 1984–2019: Johann Giefing (SPÖ)[12]
- seit 2019: Bernd Rehberger[12]

### Wappen
Blasonierung: In Blau auf einem gewölbten, nach rechts zeigenden, rot-weißen Schild ein zum Abflug bereiter, linksgewendeter goldener Adler, über seinem Kopf schwebend eine fünfzackige goldene Krone.
Die Gemeindefarben der Marktgemeinde Schwarzenbach sind Blau-Gelb-Rot.

### Gemeindepartnerschaften
- Schwarzenbach SG, eine Ortschaft in der Gemeinde Jonschwil, Kanton St. Gallen, Schweiz
- Schwarzenbach an der Saale, Stadt im Landkreis Hof (Bayern, Deutschland)

## Persönlichkeiten
- Michael Frühwirth (1891–1958), Politiker und Gewerkschaftsfunktionär
- Tony Rei (* 1957), Zauberkünstler und Illusionist

## Bildergalerie

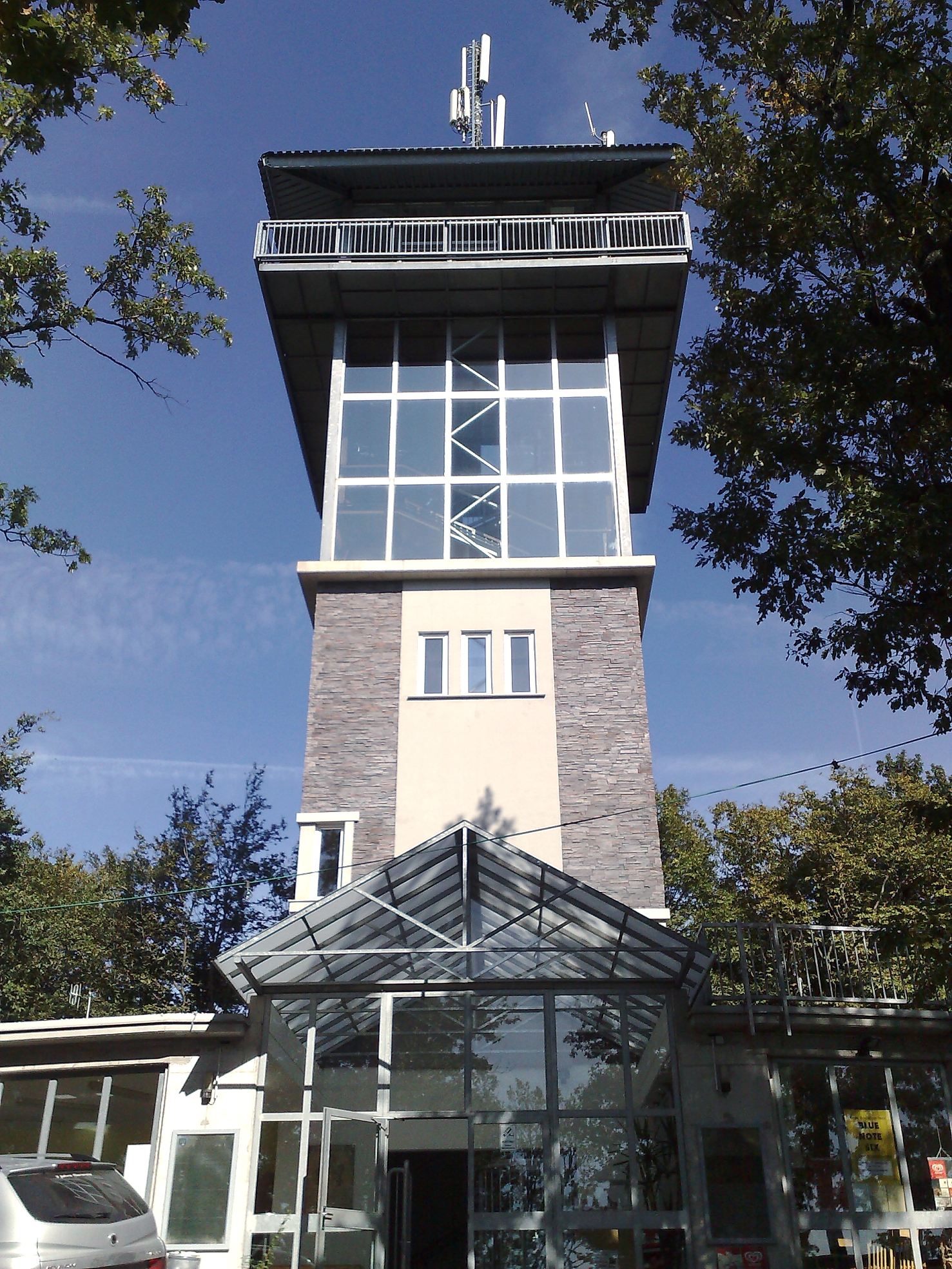
Der 25,7 m hohe Johann Giefing Aussichtsturm[2] (Museumsturm); errichtet in den Jahren 1998/99
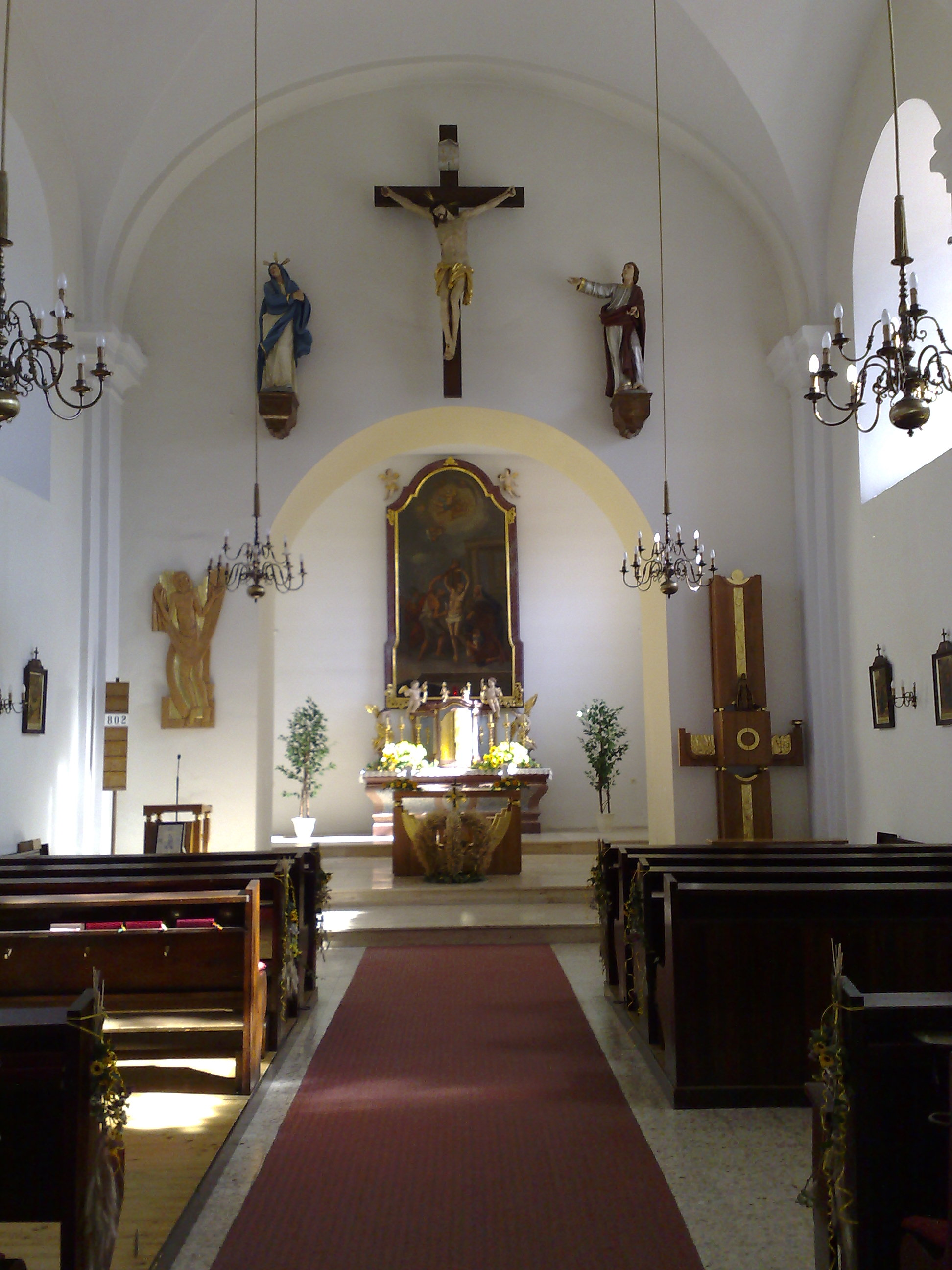
Innenansicht der römisch-katholischen Pfarrkirche zu Sankt Bartholomäus
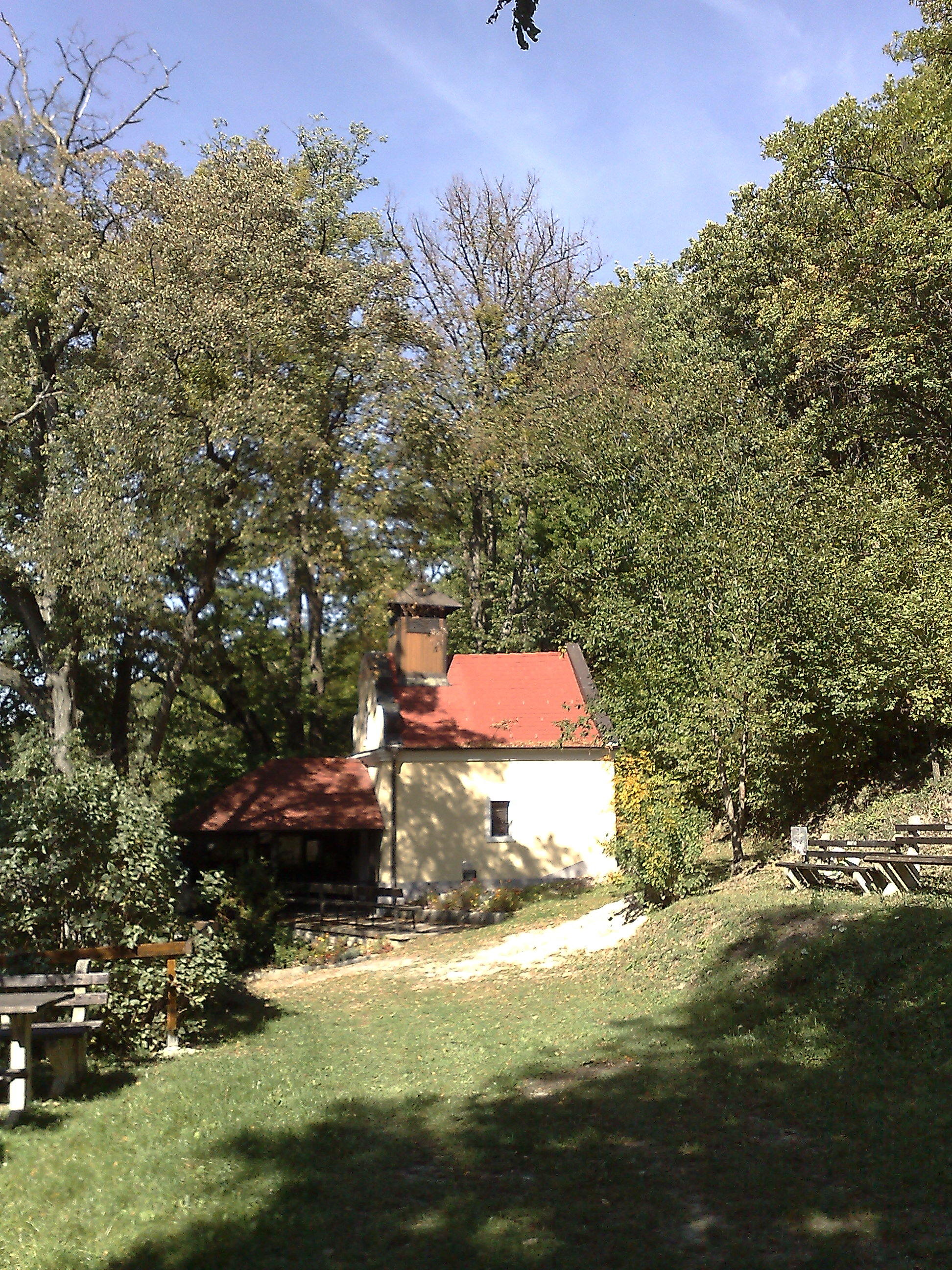
Die Maria-Bründl-Kapelle am Westhang des Burgbergs
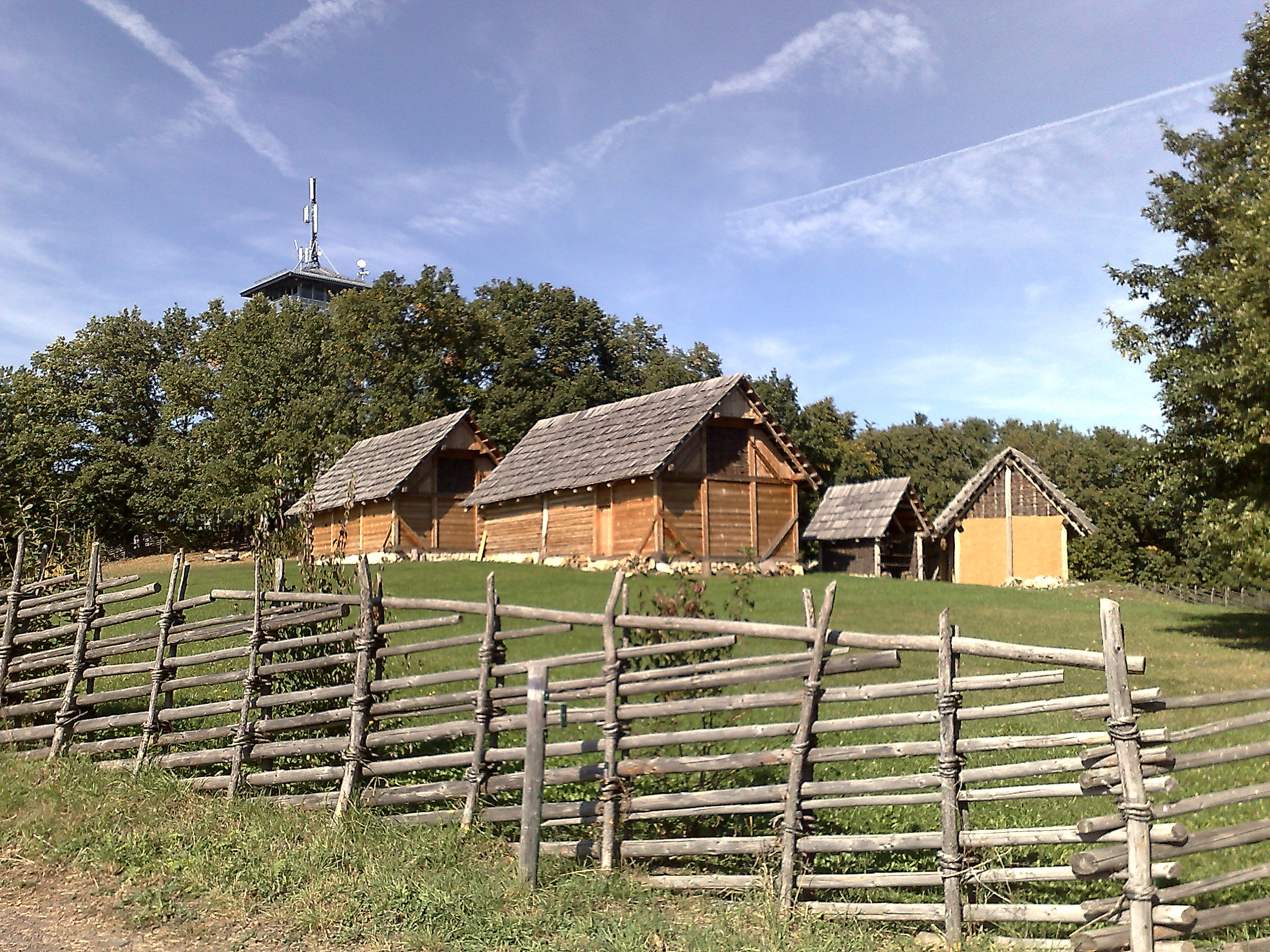
Das nachgebaute Keltendorf am Burgberg
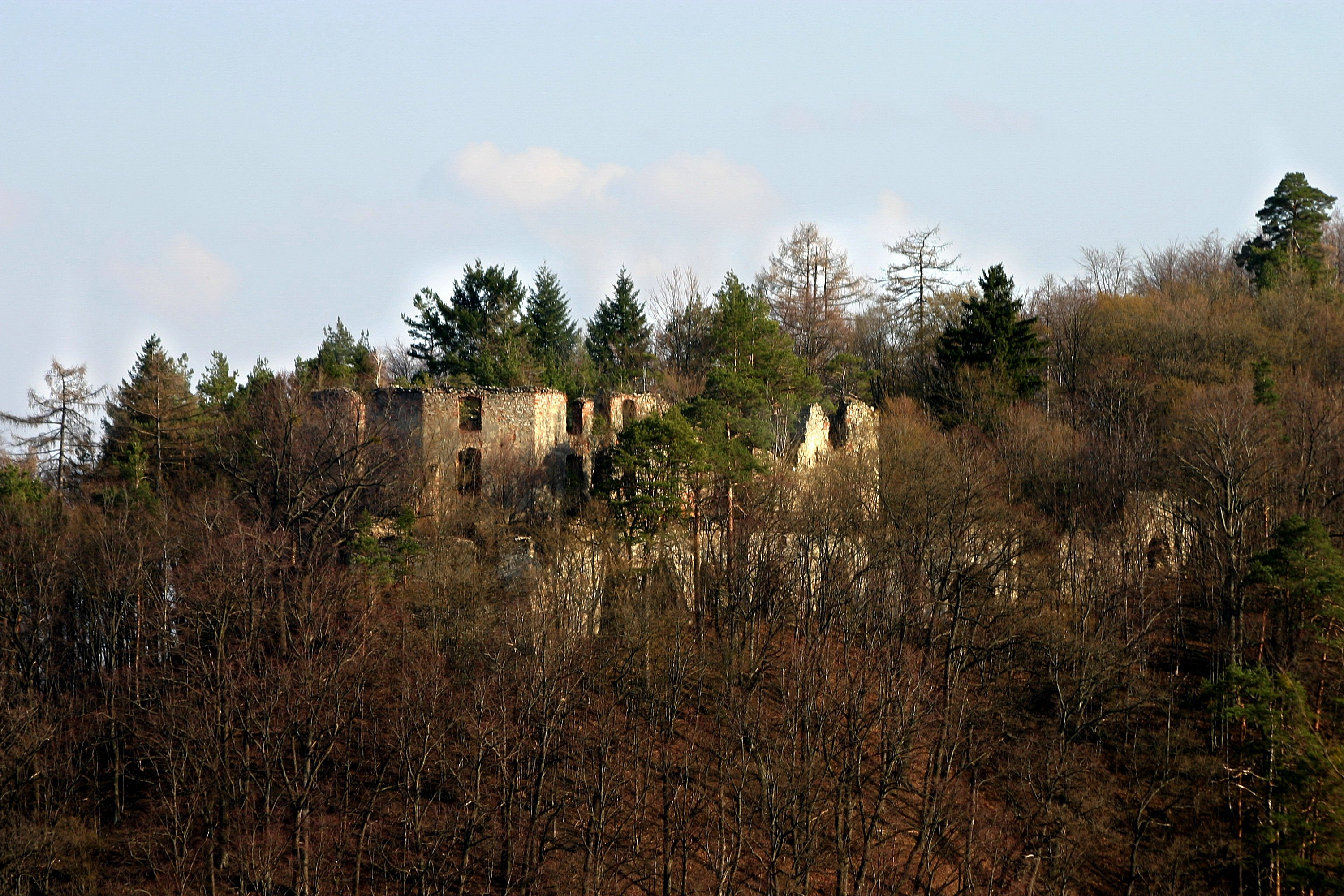
Die Burgruine am Schlossberg

### Historische Landkarten

Schwarzenbach und seine Rotten (Aufnahmeblätter der Josephinischen Landesaufnahme und der Franzisco-Josephinischen Landesaufnahme)
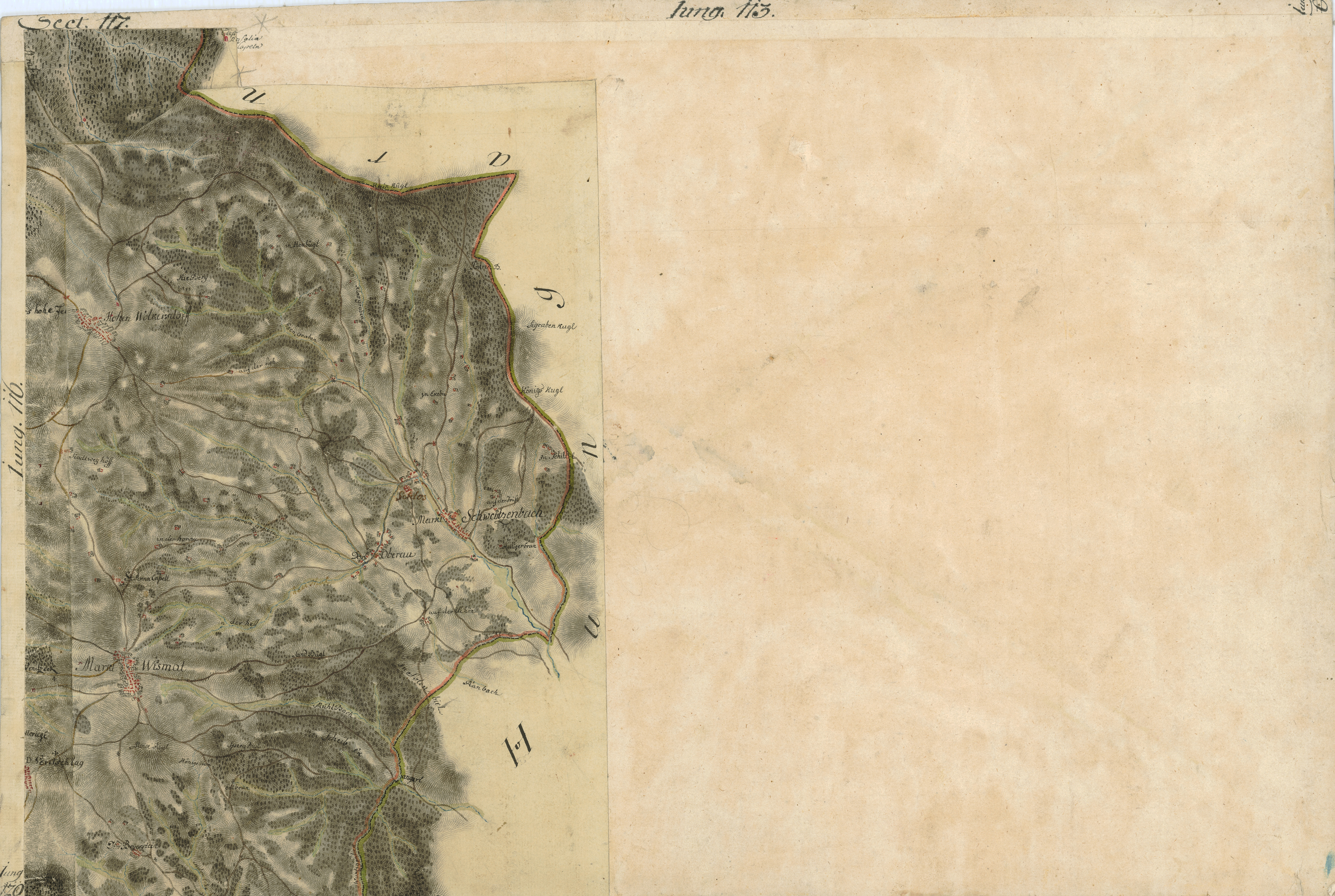
Um 1780: Schwarzenbach auf der Karte der Josephinische Landesaufnahme (an der kgl. Ungarischen Grenze)
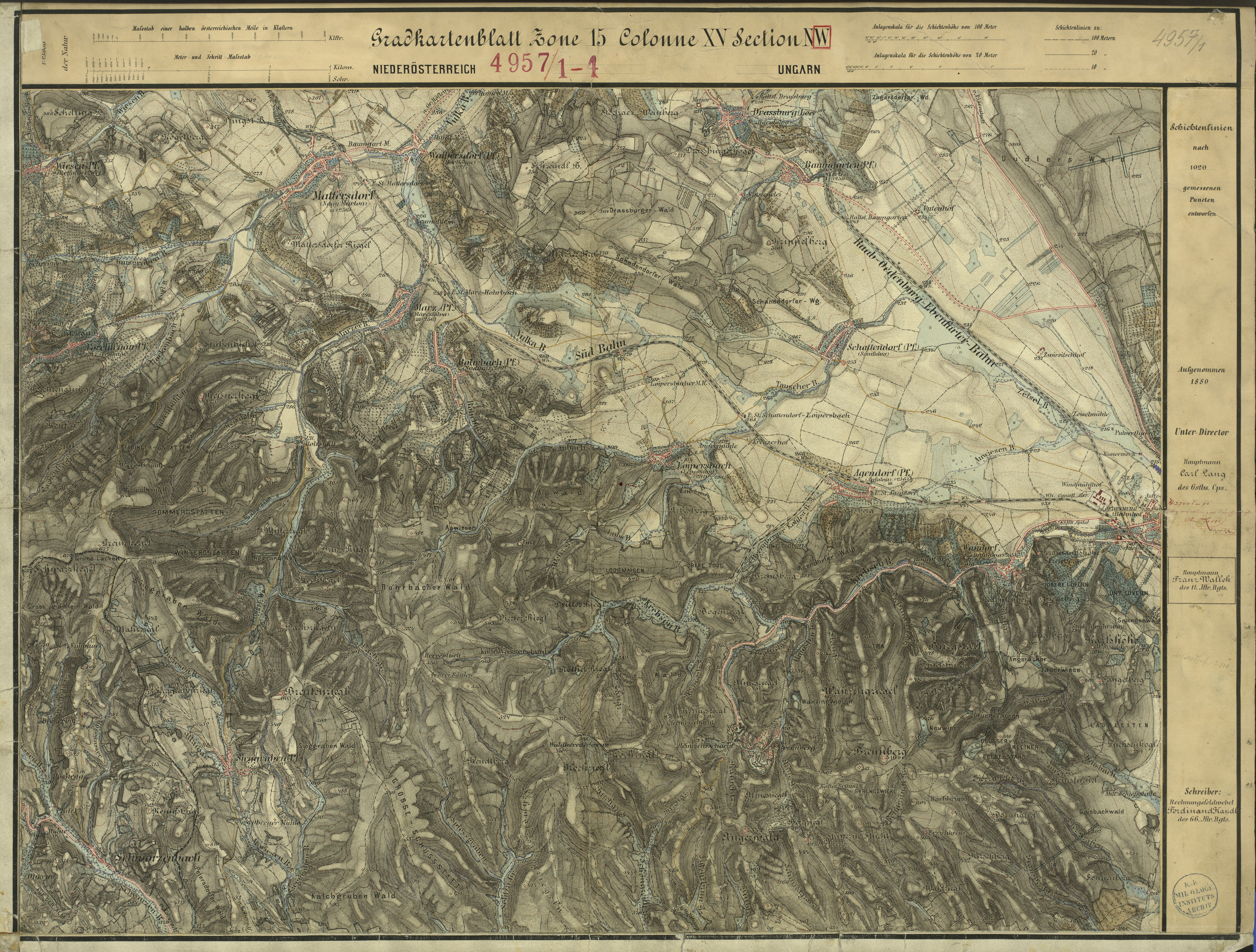
1880: Markt Schwarzenbach (ganz links unten) mit seinen nahen Rotten und der östlichen Umgebung
1880: Westlichste Schwarzenbacher Rotten (ganz rechts unten) und nordwestliche Umgebung
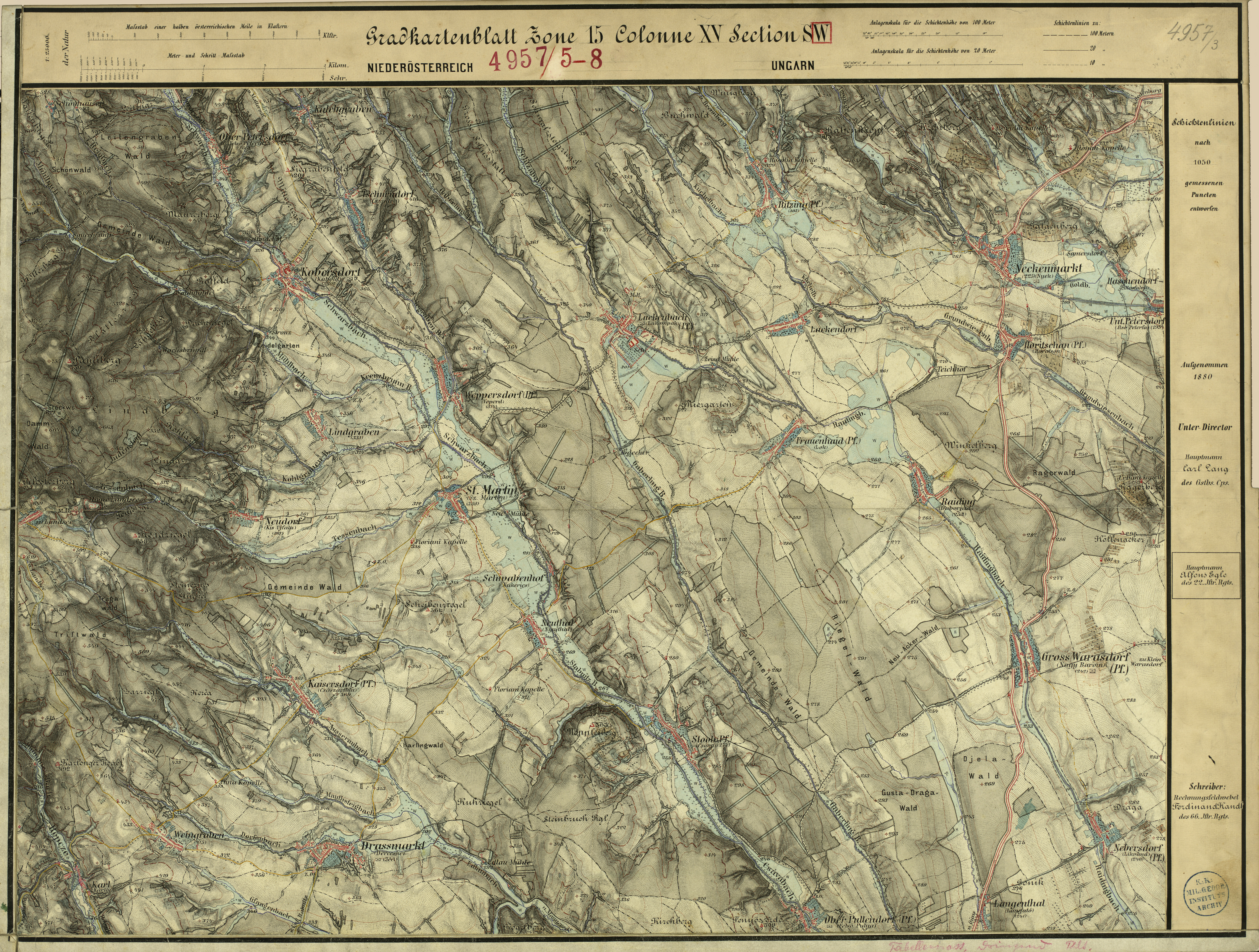
1880: Südöstliche Schwarzenbacher Rotte (ganz links oben, Aufnahmeblatt der Franzisco-Josephinischen Landesaufnahme)